# Eurytoma querceticola
Eurytoma querceticola är en stekelart som beskrevs av Zerova 1995. Eurytoma querceticola ingår i släktet Eurytoma och familjen kragglanssteklar.
Artens utbredningsområde är:
- Bulgarien.
- Ungern.
- Moldavien.
- Ukraina.

Inga underarter finns listade i Catalogue of Life.